# Président de la république de Guinée-Bissau
Le président de la république de Guinée-Bissau (en portugais : Presidente da República da Guiné-Bissau) est le chef d'État de Guinée-Bissau. En sa qualité de président il est également le commandant en chef des forces armées de la Guinée-Bissau. 
Le président de la République est élu au scrutin uninominal majoritaire à deux tours pour un mandat de cinq ans renouvelable une seule fois consécutivement. Le titulaire actuel de la fonction est Umaro Sissoco Embaló depuis le 27 février 2020.

## Système électoral
Le président de la République est élu au scrutin uninominal majoritaire à deux tours pour un mandat de cinq ans renouvelable une seule fois. Si aucun candidat ne recueille la majorité absolue des suffrages exprimés au premier tour, un second est organisé entre les deux candidats arrivés en tête, et celui recueillant le plus de suffrages est déclaré élu,.

### Éligibilité
Les dispositions d'éligibilités à la fonction de président de la République sont énoncés à l'article 63-2 de la Constitution :

« Sont éligibles à la charge de Président de la République les citoyens bissau-guinéens d'origine, issus de parents bissau-guinéens d'origine, âgés de plus de 35 ans et jouissant pleinement de leurs droits civils et politiques. »